# Dominik Stauch
Dominik Stauch (* 16. April 1962 in London) ist ein britisch-schweizerischer Maler, Grafiker und Videokünstler.

## Leben
Stauch verbrachte seine Kindheit in London, Kairo und Cleveland. Von 1980 bis 1984 liess er sich in Bern zum Grafiker ausbilden. Von 1984 bis 1987 studierte er an der Hochschule der Künste in Berlin weiter. Stauch war Gründungsmitglied der Künstlergruppe Projekt Querschnitt, die von 1989 bis 1992 eine rege internationale Ausstellungstätigkeit entfaltete. Heute lebt und arbeitet er in Thun. Stauch hat mit seiner Ex-Frau, der Modedesignerin Sabine Portenier, drei Kinder.

## Werk
Dominik Stauch berücksichtigt bei seiner Vorstellung von Malerei neben den klassischen Bildträgern wie Leinwand, Glas oder Papier auch Computeranimationen, digitale Prints, Möbelskulpturen und räumlich-architektonische Interventionen. Seine Affinität zur Kunst der Avantgarde kombiniert er mit der Vorliebe für die Populärkultur und deren Stars. Durch die Verknüpfung dieser gegensätzlichen Welten ergeben sich in seinen Werken überraschende Perspektiven. Stauch arbeitet meist computergestützt. Den von Computer errechneten, variierbaren Kompositionen und Farbkombinationen setzt er seine individuellen Entscheidungen gegenüber. Zahlreiche lithographische Editionen, stets in der Steindruckerei Wolfensberger in Zürich gedruckt, ergänzen das malerische und videobasierte Werk.

## Ausstellungen (Auswahl)

### Einzelausstellungen
- 2005: Museum Liner, Appenzell
- 2008: Kunsthaus Grenchen
- 2012: Kunstmuseum Thun
- 2015, 2019: Galerie Bernhard Bischoff & Partner, Bern[9]
- 2016, 2020: Galerie Joy de Rouvre, Genève

### Gruppenausstellungen
- 1991: Kunsthalle Erfurt, Querschnitt – Junge Kunst aus dem Kanton Bern, mit Franziska Maria Beck, Peter Wüthrich, Stefan Haenni, Edy Fink, Daniel Hausig, Lorenz Spring, Erich Oetterli
- 2004, 2010: Centre Pasquart, Biel
- 2014: Young Projects Gallery, Los Angeles
- 2017: Kunsthal Rotterdam
- 2023: Color Impermanance (mit Peter Soriano), Galerie Bernhard Bischoff & Partner, Bern

## Auszeichnungen
- Aeschlimann Corti-Stipendium (2001)
- Preis für bildende Kunst der Stadt Thun (2005)
- Anerkennungspreis der Stiftung für die Graphische Kunst in der Schweiz (2007)
- Atelierstipendium der Stadt Thun, Berlin (2007).
- Grosser Kulturpreis der Stadt Thun (2024)[10]

## Werke in öffentlichen Sammlungen
- Hermann und Margrit Rupf-Stiftung
- Kunstmuseum Bern
- Haus Konstruktiv, Zürich
- Sammlung Credit Suisse, Zürich
- UBS Art Collection, Zürich

## Kunst am Bau
- Ittigen, Gebäudeversicherung Bern, Wandmalerei, 2018